# Biotopi e Ripristini ambientali di Budrio e Minerbio
I Biotopi e Ripristini ambientali di Budrio e Minerbio è il nome di un sito di interesse comunitario e zona di protezione speciale (ZPS) della rete Natura 2000 situato in Emilia-Romagna.

## Descrizione e caratteristiche
Il sito si estende nel territorio dei comuni di Baricella, Budrio, Minerbio e Molinella nella città metropolitana di Bologna.
Il sito si estende in una zona agricola di pianura scarsamente urbanizzata situata in una conca geomorfologica con terreni prevalentemente limoso-argillosi di origine alluvionale e coltivata a riso fino agli anni ’60.
Comprende il biotopo relitto Cassa Benni (38 ettari), utilizzato un tempo come bacino di raccolta delle acque per le risaie, ed un articolato mosaico di seminativi su cui sono stati ripristinati nel corso degli anni ’90 da aziende agricole circa 350 ettari di zone umide, praterie arbustate e siepi attraverso l'applicazione di misure agroambientali comunitarie finalizzate alla creazione e alla gestione di ambienti per la fauna e la flora selvatiche.
Cassa Benni, situata nell'estrema propaggine meridionale del sito, e le altre superfici soggette a ripristini ambientali sono tra loro raccordate dagli scoli Fiumicello e Zena e dal Canale Allacciante Circondario. Una piccola porzione del sito (5%) ricade nell’Oasi di protezione della fauna "Prato grande".

## Habitat
Cinque sono gli habitat di interesse comunitario che coprono circa il 15% della superficie del sito:
- acque stagnanti, da oligotrofe a mesotrofe, con vegetazione dei Littorelletea unifloraee/o degli Isoëto-Nanojuncete (3130)
- laghi eutrofici naturali con vegetazione di Magnopotamion o Hydrocharition (3150)
- fiumi delle pianure e montani con vegetazione del Ranunculion fluitantis e Callitricho-Batrachion (3260)
- fiumi con argini melmosi con vegetazione del Chenopodion rubri e Bidention p.p. (3270)
- foreste a galleria di Salix alba e Populus alba (92A0)

Sono attestate anche forme elofitiche di margine con o senza cariceti e una fitta rete di scoli e fossi con discontinua pregevole vegetazione planiziaria spontanea

## Flora
Nessuna specie di interesse comunitario. Tra le specie rare e/o minacciate presenti figurano Alisma lanceolatum, Potamogeton pusillus, Salvinia natans, Utricularia vulgaris, Eleocharis palustris, Polygonum anphibium, Ranunculus sceleratus, Stachys palustris, Cucubalus baccifer, Oenanthe aquatica, Inula britannica, Gratiola officinalis, Butomus umbellatus, Veronica catenata.

## Fauna

### Uccelli
Sono segnalate complessivamente 48 specie di interesse comunitario, delle quali 14 nidificanti, e 116 specie migratrici, delle quali 62 nidificanti. È un sito con popolazioni nidificanti importanti a livello nazionale per moretta tabaccata (4-6 coppie) e  mignattino piombato (56-100 coppie) e con popolazioni nidificanti importanti a livello regionale per airone bianco maggiore e cavaliere d'Italia.
Altre specie di interesse comunitario che nidificano regolarmente sono tarabusino, garzetta, nitticora (la garzaia è situata nella Cassa Benni), airone rosso, falco di palude, sterna, martin pescatore, averla piccola; avocetta e fratino sono nidificanti irregolari.
Tra le specie nidificanti rare e/o minacciate a livello regionale vi sono svasso maggiore, oca selvatica (reintrodotta), marzaiola, mestolone, lodolaio, assiolo, quaglia, upupa, torcicollo, salciaiola, pigliamosche.
Le zone umide all'interno del sito sono di rilevante importanza a livello regionale per la sosta e l'alimentazione di ardeidi, Rapaci, limicoli e anatidi migratori e svernanti.

### Mammiferi
Sono presenti chirotteri antropofili come l'albolimbato (Pipistrellus kuhlii) e pipistrello nano (Pipistrellus pipistrellus) e almeno una specie che si sposta periodicamente dai colli vicini come il ferro di cavallo maggiore (Rhinolophus ferrum-equinum).

### Rettili
Presente la testuggine palustre (Emys orbicularis), specie di interesse comunitario diffusa nel sito. Non mancano le natrici e l'orbettino.

### Anfibi
Segnalato il tritone crestato (Triturus carnifex), specie di interesse comunitario. Degna di nota è la presenza della raganella (Hyla intermedia), con una popolazione in buono stato di conservazione.

### Pesci
Nessuna specie di interesse comunitario. Tra le specie di interesse conservazionistico a livello regionale sono segnalati luccio (Esox lucius) e triotto (Leucos aula).

### Invertebrati
Presente la licena delle paludi (Lycaena dispar), lepidottero di interesse comunitario legata agli ambienti palustri, e lo scarabeo odoroso (Osmoderma eremita).